# Branco Grande
Branco Grande è un sito archeologico ubicato a Punta Braccetto territorio ragusano, risalente all'Età del bronzo iniziale, relativo alla facies di Castelluccio.

## Storia
Venne scoperto agli inixi del XX secolo dall'archeologo Paolo Orsi al quale sono dovute diverse scoperte archeologiche nella zona sud della Sicilia orientale. L'insediamento abitativo si caratterizza per la presenza di capanne di forma circolare con zoccoletto interno, prive di tracce di pali d'impalcatura interna presenti in capanne della stessa facies ma di dimensioni molto più grandi e di forma ellittica, quali quella di Castelluccio o Manfria. Nel 2015 è stato riscoperto dal direttore del Museo archeologico regionale di Kamarina e alcuni reperti sono stati conservati in quel museo.